# Kazimierz Głuchowski
Kazimierz Głuchowski (ur. 11 września 1885 w Kamiennej, zm. 15 września 1941 w Windsorze) – polski dziennikarz, dyplomata, żołnierz, działacz polonijny i kolonialny, konsul RP w Kurytybie (1920–1922).

## Życiorys
Kazimierz Głuchowski pochodził z rodziny ormiańskiej. W 1906, po ukończeniu studiów, wyjechał do Stanów Zjednoczonych. Został sekretarzem Wydziału Oświaty Związku Narodowego Polskiego. Funkcję tę sprawował do 24 marca 1913. Redagował pismo „Strumień” w Westfield w 1908, współredagował „Dziennik Narodowy” w Chicago w 1910 oraz „Dziennik Związkowy” w 1911. W 1913 był redaktorem naczelnym „Rekordu Codziennego” w Cleveland. W 1914 założył tamże i redagował „Kuriera Codziennego”. W 1912 został członkiem Komitetu Narodowego Polskiego w Stanach Zjednoczonych, pełniąc funkcję sekretarza Komitetu Wykonawczego (1 maja 1913 – 11 stycznia 1914). We wrześniu 1914 jako delegat Komitetu Obrony Narodowej przybył do Krakowa, gdzie następnie reprezentował KON w Naczelnym Komitecie Narodowym. Został członkiem Legionów Polskich. W listopadzie 1914 wyjechał do Stanów Zjednoczonych jako przedstawiciel NKN do KON, by przekazać informacje o sytuacji politycznej w Polsce i materiały propagandowe na temat Legionów Polskich. Następnie wrócił na ziemie polskie i został kierownikiem administracji wydawnictw w Departamencie Wojskowym NKN. Służył także w liniowych siłach artyleryjskich. 1 listopada 1916 otrzymał awans na podporucznika. Od 6 kwietnia do 15 maja 1917 kierował Powiatowym Urzędem Zaciągu w Sosnowcu. W 1918, po odzyskaniu niepodległości, został redaktorem „Monitora Polskiego”. Znalazł się wśród współzałożycieli Polskiej Agencji Telegraficznej.
Na przełomie 1918/1919 rozpoczął pracę w polskiej służbie konsularnej. Został starszym referentem w Referacie Osadnictwa i Emigracji Zamorskiej Wydziału Konsularnego Ministerstwa Spraw Zagranicznych. Od 1 stycznia 1920 do 1 maja 1922 był konsulem w Kurytybie z jurysdykcją na stany: Parana, Santa Catarina, Rio Grande do Sul i Mato Grosso. 1 czerwca 1923 zakończył pracę w MSZ.
Aktywnie działał w polskim ruchu kolonialnym, propagując zwłaszcza osadnictwo w Angoli. W 1928 zainicjował pierwszą wyprawę badawczą tamże. W 1928 założył Związek Pionierów Kolonialnych i 6 lutego został wybrany jego pierwszym prezesem. Od 3 listopada 1928 do 1929 był prezesem Ligi Morskiej i Kolonialnej. Został także zatrudniony w dziale prasowym Ministerstwa Spraw Wewnętrznych. Publikował między innymi na łamach „Morza”. W 1930, reprezentując Pomorski Związek Propagandy Turystycznej, wyjechał do Stanów Zjednoczonych z akcją zachęcającą do reemigracji do Polski. Został dyrektorem działu publicystyki okrętowej Linii Żeglugowej Gdynia-Ameryka. Po rozpoczęciu II wojny światowej kierował redakcją czasopisma „Jedność-Polonia” w Baltimore, później zaś „Dziennika dla Wszystkich” w Buffalo. W 1941 został wybrany prezesem Stowarzyszenia Wydawców i Dziennikarzy Polskich w Ameryce. We wrześniu 1941 wyjechał do Kanady. Objął funkcję szefa propagandy w obozie dla ochotników do Wojska Polskiego. Zmarł w wyniku ataku serca w Windsorze w stanie Ontario, gdzie też został pochowany.
W 1933 „za pracę w dziele niepodległości” został odznaczony Krzyżem Niepodległości.
Z żoną Jadwigą z domu Rybarczyk miał córkę Jadwigę (po mężu Korsak) oraz syna Macieja.

## Wybrane publikacje
- Wśród pionierów polskich na antypodach. Materiały do problemu osadnictwa polskiego w Brazylii, Warszawa 1927.
- Angola jako ewentualny polski teren osadniczy, Warszawa 1928.
- Na marginesie Polski jutra, New York 1940.